# Onychoprion fuscatus

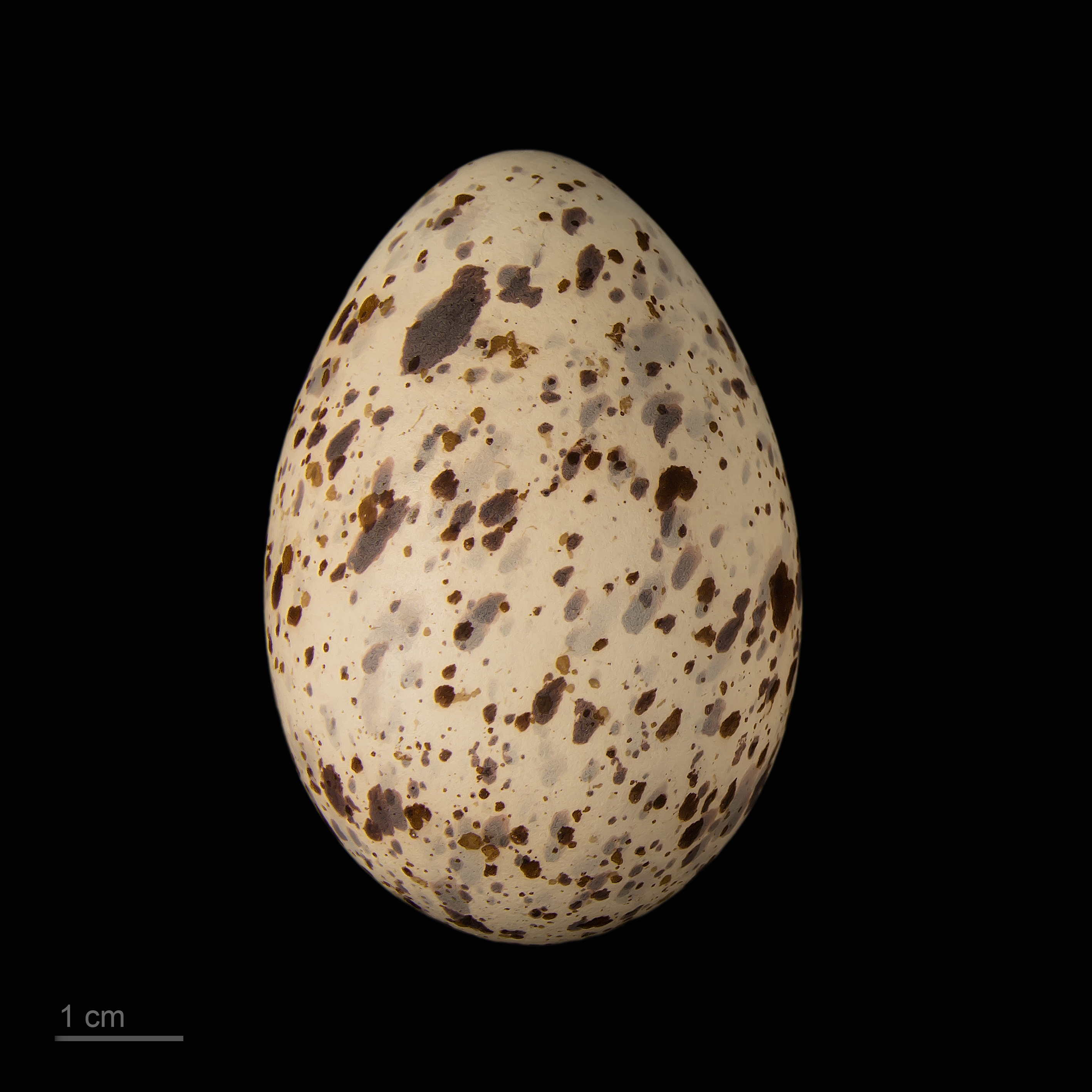
Onychoprion fuscatus - MHNT

El charrán sombrío (Onychoprion fuscatus), también denominado gaviotín apizarrado, sombrío, oscuro, gaviota monja o gaviota golondrina oscura; es un ave de la familia Sternidae que habita en los océanos tropicales.

## Distribución y hábitat
Es una especie principalmente pelágica que pasa largas temporadas en alta mar, y que se acerca a la costa para criar. El charrán sombrío cría en islas a lo largo de toda la zona ecuatorial. En invierno migra internándose principalmente en los océanos tropicales, apareciendo como divagante raro en las zonas templadas del planeta como el área mediterránea.

## Morfología
Mide 40–43 cm, con la cabeza negra hasta más abajo de la línea ocular, incluyendo los lorums. Tiene la frente blanca y ancha. La nuca y cuello posterior negros. La garganta, mejillas y parte delantera y lateral del cuello y laterales son blancos. Las partes superiores son de color gris oscuro casi negro. Las partes inferiores son blancas. La cola negra es horquillada con réctrices laterales blancas. El pico y las patas son negruzcos.

## Comportamiento
Los charranes sombríos se reproducen en colonias en las islas rocosas o de coral. Anida en el suelo en hoyos someros y ponen de uno a tres huevos. Se alimenta de peces que capturan en la superficie del mar.